# Díaz Ordaz (Sonora)
Díaz Ordaz es un ejido del municipio de Cajeme ubicado en el sur del estado mexicano de Sonora, en la zona del valle del Yaqui. Según los datos del Censo de Población y Vivienda realizado en 2020 por el Instituto Nacional de Estadística y Geografía (INEGI), Díaz Ordaz tiene un total de 268 habitantes.

## Geografía
Díaz Ordaz se sitúa en las coordenadas geográficas 27°22'04" de latitud norte y 109°48'29" de longitud oeste del meridiano de Greenwich, a una elevación de 61 metros sobre el nivel del mar.